# تری‌اتیل‌بروهیدرید لیتیم
تری‌اتیل‌بروهیدرید لیتیم (به انگلیسی: Lithium triethylborohydride) با فرمول شیمیایی Li(C۲H۵)۳BH یک ترکیب شیمیایی با شناسه پاب‌کم ۲۷۲۳۹۹۳ است. که جرم مولی آن 105.95 g/mol می‌باشد. شکل ظاهری این ترکیب، مایع بی رنگ تا زرد است.